# Suizidpakt
Ein Suizidpakt, auch Anti-Suizid-Vertrag oder Non-Suizid-Vertrag bzw. -Kontrakt ist eine gemeinsam getroffene Vereinbarung zwischen einem Patienten und dessen Therapeuten, dass der Patient bis zum nächsten vereinbarten Termin keinen Suizidversuch unternehmen wird bzw. sich in der Not sofort an den Therapeuten wendet oder andere, im Vertrag festgehaltene Strategien zur Selbstrettung ergreift.
Im Gegensatz zu dieser in der medizinischen Fachsprache geläufigen Definition wird in der Presse gelegentlich auch von einem Suizidpakt oder Selbstmordpakt geschrieben, wenn zwei Personen vereinbaren, sich gemeinsam das Leben zu nehmen.